# Камподарсего
Камподарсего је насеље у Италији у округу Падова, региону Венето.
Према процени из 2011. у насељу је живело 11971 становника. Насеље се налази на надморској висини од 13 м.

## Становништво
| 1951. | 1961. | 1971. | 1981.  | 1991.  | 2001.  | 2011.  |
| ----- | ----- | ----- | ------ | ------ | ------ | ------ |
| 8.111 | 8.131 | 9.390 | 10.226 | 10.462 | 11.474 | 14.169 |